# Nikefor I. Carigrajski
Nikefor I. Konstantinopelski  (grško: Νικηφόρος Α΄ [Nikēforos I.]), bizantinski pisec in od 12. aprila 806 do 13. marca 815 ekumenski konstantinopelski patriarh, * okoli 758, Konstantinopel, Bizantinsko cesarstvo, † 2. junij 829.

## Življenjepis
Rojen je bil v Konstantinoplu kot sin zelo vernih ikonodulov Teodorja in Evdokije. Oče je bil eden od sekretarjev cesarja Konstantina V. Kot goreč pristaš čaščenja svetih podob in podpornik ikonodulov je bil bičan in pregnan v Nikejo. Nikefor je po njem nasledil svoje versko prepričanje, a je kljub temu vstopil v cesarsko službo, postal sekretar kabineta in se kot državni pooblaščenec udeležil cerkvenega zbora leta 787. Po zboru se je umaknil v enega od samostanov, ki jih je sam ustanovil na vzhodni obali Bosporja. V samostanu je bil približno do leta 802, ko je bil imenovan za upravnika največje ubožnice v Konstantinoplu.
Po smrti patriarha Tarasija leta 806  je bil kljub temu, da je bil laik, na željo cesarja Nikeforja I. na Veliko noč 12. aprila 806 izbran za konstantinopelskega patriarha. 
Cesar Nikefor I. je kmalu zatem odšel na vojni pohod proti Bolgarom in bil v bitki pri Pliski ubit. Nasledil ga je sin Stavrikij, ki je vladal samo dva meseca in umrl. Za njim je prišel na prestol cesar Mihael I., katerega je po dveh letih odstavil in pregnal Leon V. Armenec. Patriarh Nikefor je Leonu poslal v podpis Knjigo o pravoslavni veroizpovedi, ki so jo morali podpisati vsi bizantinski cesarji kot nekakšno prisego, da se bodo držali pravoslavja in ga branili. Cesar je podpis Knjige najprej preložil do kronanja, potem pa je tudi po kronanju ni hotel podpisati. Kmalu zatem se je izkazalo, da je ikonoklast. Patriarh ga je poskušal pregovoriti in vrniti k pravoslavju, vendar mu ni uspelo.
Leta 815 ga je Leon V. odstavil in na sinodi v Konstantinoplu na njegovo mesto imenoval ikonoklasta Teodota I.. Nikeforja je izgnal na otok Prokonis v samostan sv Agate in nato v samostan sv. Teodorja, kjer je v revščini živel trinajst let. Od tod je vodil pisno polemiko o razlogih nasprotovanja ikonodulov sinodi leta 815. Ob menjavi cesarjev leta 820 je bil med kandidati za konstantinopelskega patriarha in končno dobil obljubo o strpnosti. 
Umrl je kot globoko spoštovan spovednik v samostanu sv. Teodorja. Njegove posmrtne ostanke je patriarh Metod 13. marca 847 svečano prenesel v Konstantinopel in jih pokopal v cerkvi Svetih apostolov. Njegov god slavita 13. marca Grška pravoslavna in Rimskokatoliška cerkev. Grki slavijo tudi 2. junija na dan njegove smrti.

## Književna dela
Nikefor je v izgnanstvu ohranil svoje versko prepričanje in napisal več razprav proti ikonoklazmu. Po umoru cesarja Leona V.  25. decembra 820 je prišel na prestol Mihael II., ki je bil zagovornik čaščenja svetih podob in je z Nikeforjem ravnal bolj obzirno. Dovolil mu je, da se vrne iz izgnanstva pod pogojem, da bo tiho. Nikefor se s tem ni strinjal in je raje ostal v samostanu sv. Teodorja, kjer je še naprej govoril in pisal v obrambo čaščenja ikon. Njegove glavne razprave z versko vsebino so:
- Apologeticus minor, ki je bila napisana najbrž pred letom 814. Namenjena je laikom in obravnava tradicijo čaščenja ikon in prvo fazo ikonoklastičnega gibanja.
- Apologeticus maior s tremi Antirrhetici, v katerih oporeka pisanju cesarja  Konstantina V. o svetih podobah.
- Večja razprava, v kateri zavrača ikonoklastično sinodo leta 815.

Napisal je tudi dve manjši zgodovinski deli: 
- Breviarium ali Historia opisuje obdobje od leta 602 do 769. Historia je poleg Teofanove Kronike edina ohranjena zgodovina tega obdobja. Namenjena je širšemu krogu bralcev.
- Drugo zgodovinsko delo je Hronografikon, ki je nekakšna kronika od začetka sveta do leta 829. Delo ima večjo zgodovinsko vrednost kot Historia, ker vsebuje seznam judovskih, rimskih in bizantinskih vladarjev in verskih poglavarjev.